# وونئی
وونئی (به لاتین: Voni) یک منطقهٔ مسکونی در قبرس شمالی است که در ناحیه لفکوشا واقع شده‌است. وونئی ۲۲۹ نفر جمعیت دارد.